# Ivan Ninčević
Ivan Ninčević (ur. 27 października 1981 w Zadarze) – chorwacki piłkarz ręczny, reprezentant kraju. Obecnie występuje w Bundeslidze, w drużynie Füchse Berlin na pozycji lewoskrzydłowego.

## Sukcesy
- Mistrzostwa Chorwacji:
  -  2001, 2002, 2003, 2004, 2005
- Puchar Chorwacji:
  -  2003, 2004, 2005